# Saška-Poljska
Izraz Saška-Poljska se nanaša na personalno unijo, ki je obstajala od 1697 do 1706 in od 1709 do 1763 med wettinsko volilno kneževino Saško in plemiško republiko ali oz. volilno monarhijo Poljske-Litve v osebah volilnega saškega kneza Friedricha Avgusta "Močnega", ki je kot Avgust II. bil izvoljen tudi za poljskega kralja, in njegovega naslednika na knežjem prestolu, ki je bil poljski kralj Avgust III. Po njegovi smrti leta 1763 je bilo personalne unije konec, ker se je zaščitnik mladoletnega Friedricha Avgusta III. (1750-1827) odrekel prestolu in ker je ruska carica Katarina Velika za kralja dala izvoliti svojega protežiranca Stanislava II.Avgusta Poniatowskega. Na Poljskem je obdobje pod Wettinci znano tudi kot saški časi (czasy saskie). V poljskem spominu je zapisano kot obdobje težke zmede.